# Хет, Нахум
Нахум Хет (1896, Одесса — 15 января 1990, Израиль) — израильский политический и спортивный деятель, депутат Кнессета с 20 августа 1951 года по 15 августа 1955 года.

## Биография
Учился в хедере и гимназии перед поступлением в Одесский университет. Активист движения «Молодежь Сиона». В 1917 году присоединятся к партии Цеирей-Цион и становится представителем руководства Всероссийского движения Маккаби. Участник сил еврейской самообороны в Одессе. В 1919 году он совершает алию в Эрец-Исраэль и поселяется в Хайфе в 1920 году. Позднее изучает право в Иерусалимской юридической школе и получает диплом адвоката.
В 1935 году его избирают председателем центрального комитета движения «Маккаби» (1935-39). С 1944 по 1948 год является членом Еврейского национального совета, главного общественного и политического института ишува. В 1947-48 гг. — юрисконсульт высшего руководства Хаганы, а после провозглашения независимости работает для правительства Израиля. В 1949 году становится председателем отделения Федерации «Общих сионистов» в Хайфе  и работал в муниципалитете  Хайфы.
В 1951 году, на первых в истории Израиля выборах, избран депутатом кнессета. В 1951 году назначен председателем  Олимпийского комитета Израиля (1951-56). В 1957 году назначен президентом Всемирной федерации «Маккаби».